# 지방도 제629호선
지방도 제629호선은 충청남도 공주시 사곡면 사곡 교차로와 천안시 동남구 풍세면 남관리를 잇는 충청남도의 지방도이다.

## 연혁
- 2003년 2월 20일 : 지방도 노선 폐지 및 재지정으로 총연장이 36.0km에서 36.4km로 변경[1]
- 2004년 8월 20일 : 천안시 광덕면 보산원리 ~ 풍세면 풍서리 5.8km 구간 개통[2], 곡두터널(공주시 정안면 산성리 ~ 천안시 광덕면 광덕리) 1.0km 구간 개통[3]
- 2008년 8월 20일 : 천안시 광덕면 광덕리 ~ 보산원리 2.94km 구간 개통[4]
- 2008년 12월 20일 : 천안시 풍세면 두남리 ~ 남관리 1.232km 구간 개통[5]
- 2009년 6월 30일 : 공주시 사곡면 고당리 ~ 가교리 2.0km 구간 확장 개통, 기존 1.7km 구간 폐지[6]
- 2010년 3월 10일 : 천안시 풍세면 남관리 ~ 광덕면 매당리 4.017km 구간 개통, 기존 6.01km 구간 폐지[7]
- 2012년 7월 1일 : 지방도 노선 조정[8]

## 주요 경유지
- 공주시
  - 사곡면 사곡 교차로 - 태화교 - 호계초등학교 - 고당교 - 고당리 - 사곡중학교 - 고당고개 - 가교리 - 마곡온천 - 무교 - 마곡사 - 구암교 - 운암삼거리 - 운암리 - 부곡삼거리 - 부곡리
  - 유구읍 동해삼거리 - 동해리
  - 정안면 산성리 - 곡두터널 (665m)

- 천안시
  - 동남구
    - 광덕면 곡두터널 (665m) - 죽계교 - 광덕산휴게소 - 승저교 - 지장 교차로 - 보산원삼거리 - 대덕리 - 대덕 교차로 - 대덕교 - 매당 교차로 - 광풍 교차로 - 풍서2 교차로
    - 풍세면 풍서2 교차로 - 풍세천교 - 풍서1 교차로 - 풍세삼거리 - 두남 교차로 - 곡교천1교 - 남관리

## 중복 구간
- 공주시 사곡면 운암삼거리 ~ 부곡삼거리 : 지방도 제604호선과 중복
- 공주시 정안면 산성리 ~ 천안시 동남구 광덕면 광덕산휴게소 : 지방도 제618호선과 중복
- 천안시 동남구 광덕면 보산원삼거리 ~ 매당 교차로 : 지방도 제623호선과 중복

## 도로명
- 공주시 사곡면 사곡 교차로 ~ 태화교 남단 : 호계황골길
- 공주시 사곡면 태화교 남단 ~ 운암삼거리 : 마곡사로
- 공주시 사곡면 운암삼거리 ~ 부곡삼거리 : 유구마곡사로
- 공주시 사곡면 부곡삼거리 ~ 정안면 곡두터널 : 부곡산성로
- 천안시 동남구 광덕면 곡두터널 ~ 풍세면 남관리 : 광풍로